# Izraelský útok na íránský konzulát v Damašku
Izraelský útok na íránský konzulát v Damašku se odehrál dne 1. dubna 2024 v Sýrii. Během náletu byla zničena budova íránského konzulátu, která sousedí s íránskou ambasádou. Při útoku zemřelo šestnáct osob. Mezi nimi byl zabit vysoký velitel Íránských revolučních gard Mohammad Rezá Zahedí (z Jednotek Quds) a také generál Mohammad Rahímí. Spolu s nimi zemřeli také dva civilisté. Útok se stal během vyhrocených vztahů mezi Izraelem a Íránem a v době probíhající války Izraele s Hamásem.
Útok odsoudila celá řada zemí a mezinárodních společenství. Írán ihned poté uvedl, že provede omezenou odvetnou akci. K té nakonec došlo dne 13. dubna 2024, kdy Írán spustil raketový útok na Izrael, který se obešel bez obětí.

## Pozadí
Od roku 2013 byly vojenské jednotky Íránu přítomny v Sýrii, ve které probíhala občanská válka, během které si chtěl Írán udržet svůj vliv. Írán současně vyzbrojoval a cvičil radikální šíitské islamisty z Hizballáhu a také z organizací v Iráku a Afghánistánu, a to nejen v Sýrii, ale také v sousedním Libanonu. Od začátky občanské války v Sýrii provedl Izrael stovky raketových náletů na pozice Hizballáhu v Sýrii. Izrael také v Sýrii ostřeloval íránské cíle (například Operace Dům z karet v roce 2018 nebo raketové útoky na Sýrii v listopadu 2019).
Po vypuknutí války Izraele s Hamásem v říjnu 2023 Izrael zintenzivněl ostřelování Hizballáhu v Sýrii i Libanonu. V prosinci 2023 Izrael během náletu nedaleko Damašku zabil jednoho z nejzkušenějších poradců íránských revolučních gard v Sýrii, brigádního generála Rázího Musávího. V lednu 2024 byl při náletu v Sýrii při izraelském náletu zabit generál íránské armády Sadegh Omidzadeh.

## Útok
Dne 1. dubna 2024 byl při raketovém náletu zničen íránský konzulát v syrském Damašku. Íránský velvyslanec Hosejn Akbarí tvrdil, že nálet provedlo šest izraelských stíhaček Lockheed Martin F-35 Lightning II. Ačkoliv Izrael útok nekomentoval, média připisovala útok právě jemu. Podle The New York Times (NYT) izraelský útok anonymně potvrdili čtyři izraelští důstojníci.
Při útoku zemřelo šestnáct osob. Předpokládaným primárním cílem útoku byl velitel Jednotek Quds IRG brigádní generál Mohammad Rezá Zahedí, který byl při útoku zabit. Podle The Guardian byl Zahedí klíčovou postavou ve vztahu mezi Íránem a Hizballáhem. NYT uvedli, že anonymní zdroj z Revolučních gard uvedl, že cílem útoku bylo setkání mezi představiteli íránských zpravodajských služeb a palestinských militantů, včetně vůdců Palestinského islámského džihádu, kteří diskutovali o válce v Gaze.
Při útoku byla poškozena také budova kanadského velvyslanectví na druhé straně konzulární budovy. Velvyslanectví bylo uzavřeno od roku 2012 kvůli syrské občanské válce, i když je stále ve vlastnictví kanadské vlády.

## Po útoku

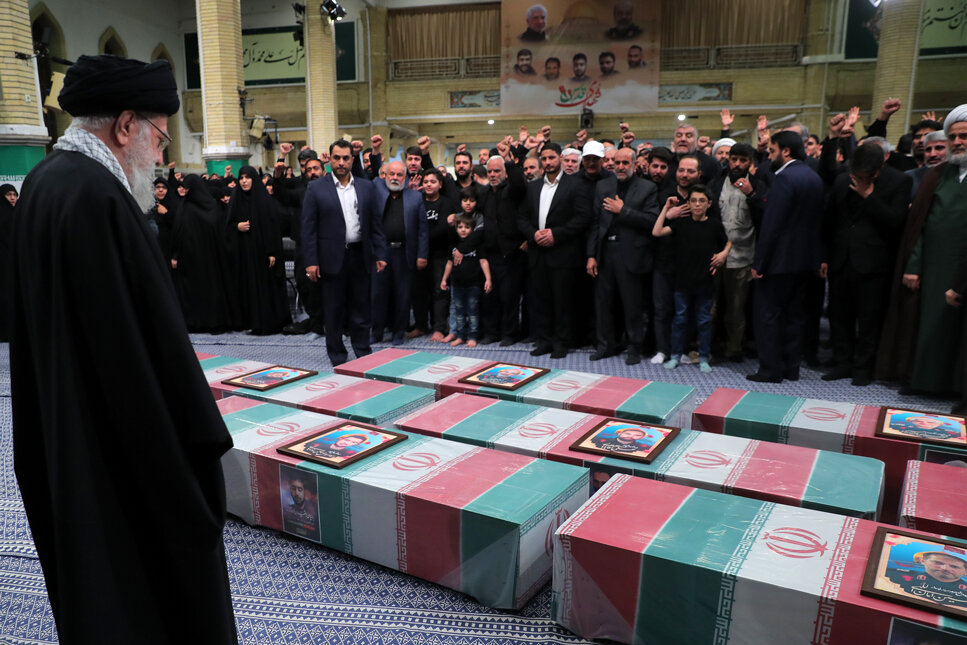
Sajjid Alí Chameneí vedl pohřeb za zabité vojáky IRG (4. dubna 2024)

V několika městech po celém Íránu, včetně hlavního města Teheránu a také Tabrízu a Isfahánu, se shromáždily velké davy demonstrantů, kteří mávali palestinskými a íránskými vlajkami a požadovali pomstu.
Sedm izraelských ambasád bylo evakuováno v reakci na potenciální hrozbu íránského odvetného útoku poté, co Írán veřejně obvinil Izrael a slíbil odvetu. IOS rozmístila v Tel Avivu rušící systémy GPS, aby se ochránila před potenciálními leteckými útoky ze strany Íránu. Americká zpravodajská služba předpokládala významný útok na americká nebo izraelská aktiva již v pracovním týdnu od 8. do 12. dubna.
Írán nakonec odpověděl dne 13. dubna 2024, kdy spustil raketový útok na Izrael. Vypáleny byly nižší stovky raket a dronů, které z 99 % sestřelila protivzdušná obrana Izraele, Jordánska a Spojených států amerických. Izrael později uvedl, že během náletu bylo šrapnelem těžce zraněno jedno beduínské dítě žijící u města Arad.